# 김천 고방사 아미타여래설법도
김천 고방사 아미타여래설법도(金泉 古方寺 阿彌陀如來說法圖)는 대한민국 경상북도 김천시 대항면, 직지사에 있는 조선시대의 불화이다. 2015년 3월 4일 대한민국의 보물 제1854호로 지정되었다.

## 개요
김천 고방사 아미타여래설법도 1688년에 조성된 고방사의 후불화로서, 敏圓을 수화승으로 하여 竹䕺, 竟粲, 覺林 등 총 4명의 화승이 그렸다. 수화승 민원은 17세기 후반에 활약한 화승으로 알려져 있으나 현전하는 작품은 이 작품이 유일하여 작품의 가치를 한 층 높여준다. 보조화원 각림은 1656년에 조각승 무염과 더불어 완주 송광사 소조석가여래삼존좌상 및 오백나한상을 조성하였다. 정사각형에 가까운 화면에 아미타불과 8대보살, 용왕과 용녀, 10대제자 중 6제자, 사천왕, 팔부중 일부 등을 배치한 간단한 구성을 보여준다. 본존의 키형 광배를 비롯하여 높은 육계표현, 천공 바탕에 표현된 花紋, 채운의 끝부분에 흰색을 칠해 강조하는 기법, 불보살을 제외한 존상 얼굴에 바림을 이용한 음영법 등 17세기 후반 불화의 특징이 잘 드러나 있다.

## 참고 자료
- 김천 고방사 아미타여래설법도 - 국가유산청 국가유산포털